# 1296
Năm 1296 là một năm trong lịch Julius.